# Schlacht am Ager Falernus
Saguntum – Lilybaeum II – Rhone – Ticinus – Trebia – Cissa – Trasimenischer See – Ager Falernus – Geronium – Cannae – Nola I – Nola II – Ibera – Cornus – Nola III – Beneventum I – Syrakus – Tarentum I – Capua I – Beneventum II – Silarus – Herdonia I – Obere Baetis – Capua II – Herdonia II – Numistro – Asculum – Tarentum II – Neu Karthago – Baecula – Grumentum – Metaurus – Ilipa – Crotona – Große Felder – Cirta – Zama
Die Schlacht am Ager Falernus war ein Gefecht zwischen Rom und Karthago im Zweiten Punischen Krieg.

## Vorgeschichte
Nach der Schlacht am Trasimenischen See entstanden in Rom Unruhen, und in dieser Ausnahmesituation wählte das Volk Quintus Fabius Maximus Verrucosus zum Diktator, weil dies zur Stabilisierung der Lage nötig schien. Zu seinem Magister equitum (Heermeister bzw. Kavalleriekommandant) wurde Marcus Minucius Rufus bestimmt. Nachdem er die Stadtmauer verstärken ließ und weitere begleitende Vorbereitungen getroffen hatte, marschierte Fabius mit seinem Heer von Rom nach Süden. Durch Kundschafter erfuhr er, dass Hannibal im Gebiet Ager Falernus in Kampanien lagerte.

## Ort
Ager Falernus – das falernische Feld – war die Bezeichnung für eine der fruchtbarsten Landschaften des alten Italien. Die Ebene, die zwischen Bergen mit den damaligen Namen Massicus und Callicula liegt, wird von dem kleinen Flüsschen Savo durchflossen. Der Fluss Volturnus (der heutige Volturno) bildet die Grenze zum restlichen Kampanien (Ager Campanus). Das Gebiet war für den vortrefflichen Falerner-Wein berühmt, der an den Südhängen des Monte Massico angebaut wurde.

## Taktik der Kriegsgegner

### Hannibals Marsch durch Italien
Weshalb Hannibal nach dem Sieg am Trasimenischen See nicht sofort gegen Rom gezogen ist, kann nur spekulativ beantwortet werden. Die karthagische Armee marschierte stattdessen südöstlich über Perusia, das heutige Perugia, nach Umbria, um schließlich in das Falernerland einzufallen.
Hannibal versuchte eine Entscheidungsschlacht zu erzwingen, indem er das Land ausplündern und verwüsten ließ. Die Landgüter des Fabius verschonte er jedoch, um diesen zu diskreditieren und den Druck auf ihn zu erhöhen. Durch die Verheerungen Hannibals wurde die Treue vieler italischer Völker gegenüber Rom auf eine harte Probe gestellt und Fabius’ Strategie wurde mehr und mehr kritisiert.

### Fabius’ Zermürbungstaktik
Fabius ließ sich jedoch nicht provozieren. Ganz im Gegenteil eskalierte er die Situation und ordnete an, unbefestigte Dörfer zu evakuieren und die von Hannibal bedrohten Orte zu verbrennen. Der Diktator war sich sehr wohl darüber bewusst, dass er im offenen Kampf gegenüber Hannibal unterlegen war. Fabius folgte dem Karthager mit seinem Heer im Abstand von zwei Tagesmärschen und vermied es, dem Feind Gelegenheit zu einer offenen Feldschlacht zu geben.
Seine defensiv angelegte Strategie, die sich auf gelegentliche Scharmützel mit Hannibals Truppen beschränkte, trug nach heutigen Maßstäben durchaus Kennzeichen eines Partisanenkriegs. Diese der „Verbrannten Erde“ ähnliche Taktik wird nach Fabius in der englischsprachigen Welt noch heute als „Fabian strategy“ bezeichnet.

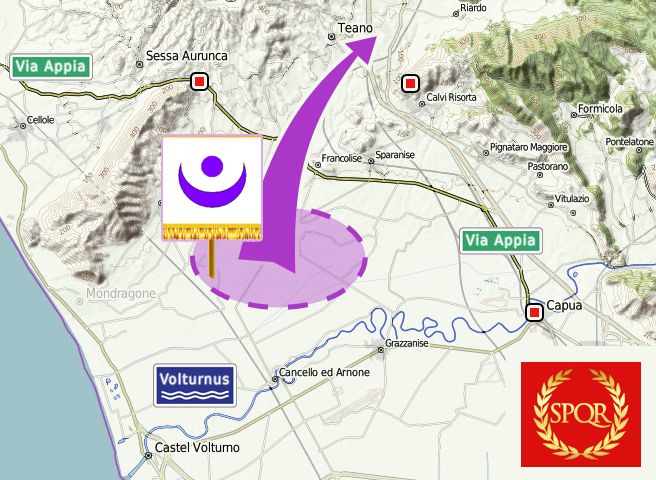
Einkesselung Hannibals und dessen Ausbruch.

## Die Schlacht

### Einkesselung Hannibals
Im Herbst wollten die Punier nach Apulia weiterziehen, um dort das Winterquartier aufzuschlagen. Der Landstrich war geplündert und verwüstet; außerdem boten der Obst- und Weinbau in der Gegend zu wenige Möglichkeiten für die Verpflegung des Heeres.
Fabius hatte durch seine Aufklärer erfahren, dass Hannibal den Rückzug auf demselben Weg nehmen würde, den er bei seinem Einfall in das Falernergebiet gewählt hatte. Daher ließ er die Stadt Casilinum mit einer schwachen Abteilung besetzen. Minucius wurde mit der Sicherung eines Engpasses der Via Appia nördlich von Sinuessa beauftragt.
Damit konnte Hannibal nur noch durch ein enges Tal unterhalb des Callicula mons abziehen. Dort stationierte Fabius eine Teilstreitmacht von 4000 Soldaten und schlug mit der Hauptarmee sein Lager in den Bergen auf, die dieses Tal beherrschten.

### Hannibals Ausbruch
Bald griffen die Karthager die römische Stellung an, verloren jedoch 800 Männer, während sich die Römer mit geringen Verlusten von 200 Kämpfern behaupten konnten. Hannibal sah ein, dass er sich nur mit einer Kriegslist aus dieser gefährlichen Lage befreien konnte. Er ließ Reisigbündel binden und gab seinem Quartiermeister Hasdrubal den Befehl  eine große Zahl Rinder aus den erbeuteten Herden zu nehmen, ihnen die Bündel auf die Hörner zu stecken, und sie in der folgenden Nacht an den Fuß der von den Römern besetzten Berge zu führen. Auf ein gegebenes Zeichen sollten die Rinder mit den in Brand gesetzten Holzbündeln die Berge hinaufgetrieben werden. Zur selben Zeit wollte Hannibal den Pass unterhalb des Callicula mons mit seinem Heer überqueren.
Der Plan wurde in die Tat umgesetzt und als die Römer, die den Pass besetzt hielten, die Feuer an den Anhöhen erblickten, glaubten sie an einen Durchbruchsversuch der Karthager. Sie verließen ihre Stellung, um die den vermeintlichen Angriff abzuwehren. Hannibal hatte Speerwerfer an die Seite der Viehtreiber gestellt, die den römischen Soldaten auflauerten. In der Folge kam es zu einem wilden Handgemenge, das aber nur kurze Zeit dauerte, weil die Tiere in ihrer Panik auf das Kampffeld liefen. Dann endete der Kampf in der Dunkelheit. 
Fabius konnte die Lage nicht einschätzen. Da er nach wie vor kein entscheidendes Treffen wagen wollte, verhielt er sich ruhig und wartete auf den Tagesanbruch. Währenddessen zog Hannibal mit den Schwerbewaffneten voran, von der Kavallerie und dem Haupttross gefolgt, ungehindert über den Pass. Als der Tag anbrach und die Dinge deutlicher wurden, kam bereits die Nachhut den Sattel hinauf. Dieser Truppenteil wurde von der iberischen Infanterie gebildet. Die Iberer, besonders mit dem Kampf in der bergigen Gegend vertraut, rieben die immer noch zerstreuten römischen Soldaten auf und töteten mehr als tausend. So wurde es möglich, dass das gesamte karthagische Gefolge und das mitgeführte Vieh gerettet werden konnten, lange bevor es der römischen Hauptstreitmacht möglich war einzugreifen.
Anmerkung

1. ↑  Polybios nennt den Pass nach dem Berg Eribianos, vermutlich nordwestlich von Cales (heute Calvi Risorta)
2. ↑  Nicht zu verwechseln mit Hasdrubal (Bruder Hannibals) bzw. Hasdrubal (Sohn Gisgos)

## Folgen
Die Schlacht am Ager Falernus war hinsichtlich der Verluste für die Römer weniger schlimm, aber die Niederlage demoralisierte die römischen Truppen. Bisher war noch kaum ein nennenswerter Sieg gegen die Karthager erkämpft worden und das politische Gewicht des Fabius begann zu schwinden. Im Volk wurden sogar Stimmen laut, die ihn der Feigheit beschuldigten und die Unzufriedenheit mit seiner Taktik wuchs weiter. Dies hatte schließlich Auswirkungen auf die Ereignisse vor und während der Schlacht von Geronium bis hin zur desaströsen Niederlage der Römer in der Schlacht von Cannae.
Hannibal marschierte nun nach Osten, in Richtung Apulien, und verwüstete die römischen Besitzungen nach Belieben. Fabius ließ sich doch nicht von seiner Taktik abbringen. An seinem kompromisslosen Vorgehen zeigt sich ein kriegsentscheidender Vorteil, über den sich Fabius im Klaren war: Rom konnte sich auf Ressourcen stützen, die durch Importe sichergestellt waren. Hannibal dagegen war auf das angewiesen, was dem okkupierten Land entnommen werden konnte; über einen ausreichenden maritimen Nachschub verfügte er definitiv nicht!